# Detroit Club
El Detroit Club es un club social privado ubicado en 712 Cass Avenue en el Downtown de Detroit, Míchigan. El edificio fue construido en 1891 y figura en el Registro Nacional de Lugares Históricos en 2005. Su entrada principal se encuentra frente a la estación Fort/Cass del Detroit People Mover.

## Historia
El origen del Club de Detroit data de 1882, cuando el abogado de Detroit Samuel T. Douglas y el banquero y bróker James Campbell decidieron fundar un club donde los empresarios locales pudieran reunirse y mezclarse. Con una membresía original de 10 socios, alquilaron una casa en Lafayette entre Wayne y Cass, y contrataron a un chef. Pronto convencieron a 100 ciudadanos más de Detroit para que se unieran. Los primeros miembros incluyeron a Russell A. Alger, exgobernador de Míchigan, Hugh McMillan, fundador de la Michigan Telephone Company, y el magnate inmobiliario James B. Book.
Pero muy pronto al club se le quedó chica su primera casa y se decidió contratar al arquitecto Wilson Eyre para que diseñara un nuevo edificio.

## Arquitectura
El Detroit Club es un edificio neorrenacentista de piedra y ladrillo de cuatro pisos. La puerta principal está oculta dentro de un arco empotrado inusual con escaleras. El club cuenta con una parrilla y una biblioteca en el primer piso, una sala familiar en el segundo y un comedor principal con salas de reuniones más pequeñas en el tercero. El interior presenta carpintería fina, una amplia escalera principal y una enorme chimenea en el comedor principal. La carpintería original era más ligera que la versión actual.
Está unido al adyacente Detroit Free Press Building mediante una pasarela que pasa sobre un callejón, con lo que conecta los el tercer piso de ambas construcciones.

## Acontecimientos
En 1944-1945, después de una extensa serie de reuniones en el club, Henry Ford II le arrebató el control de Ford Motor Company a Harry Bennett. Más tarde, el empresario Lee Iacocca usó el club para lanzar su campaña para restaurar la Estatua de la Libertad y convertir la Isla Ellis en un museo.
Entre los dignatarios entretenidos en el Club están Harry Truman, Herbert Hoover, Franklin Roosevelt, Margaret Truman, Charles Lindbergh, Gene Tunney, Richard Byrd, John D. Rockefeller y Edward G Robinson.

## Galería

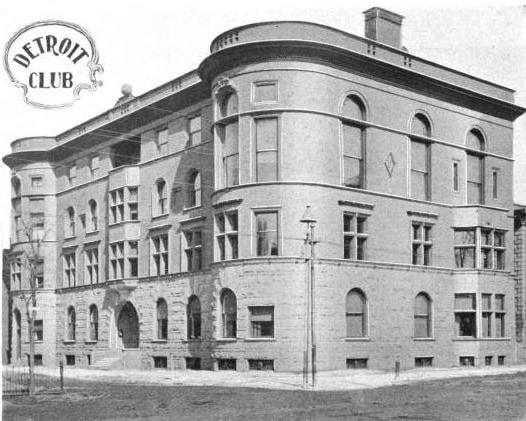
El Club hacia 1899
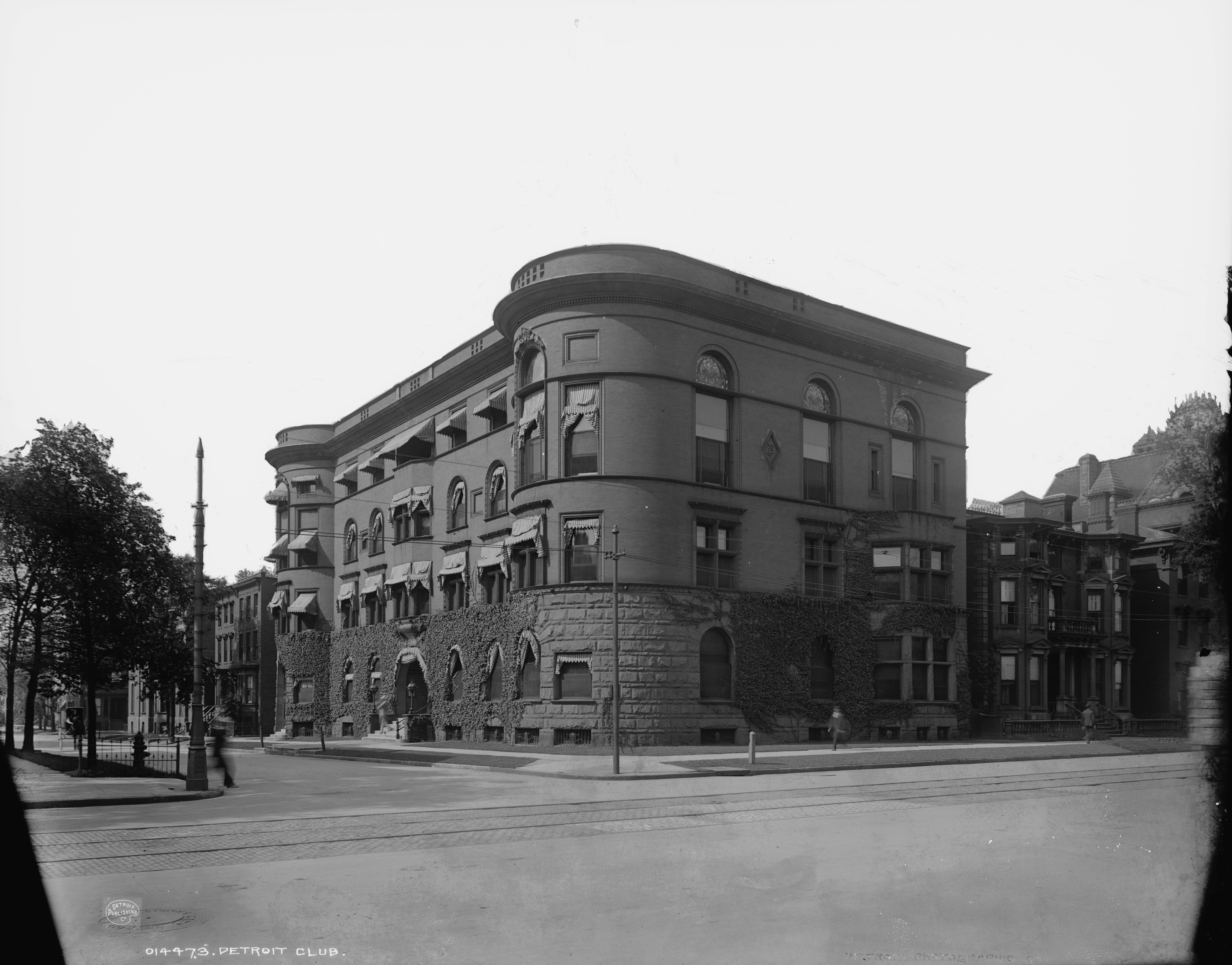
El Club hacia 1903